# Автооператор
Автооператор — пристрій для автоматичного регулювання виробничих процесів і керування ними.

## Приклади
- Автооператор верстату - пристрій для автоматичної зміни інструменту в багатоопераційному верстаті.
- Автооператор гідроелектростанції - система автоматичного регулювання пристроїв, що забезпечує подачу командного імпульсу на пуск і зупинку агрегатів ГЕС при зміні режиму їх роботи внаслідок зміни напору і витрати, а також навантаження електроенергетичної системи. Дані задаються програмою і зберігаються в пам'яті машини, що забезпечує більш оперативне управління ГЕС і наближає режим роботи агрегатів до оптимального.[1]